# 光林寺 (市川市)
光林寺（こうりんじ）は、千葉県市川市にある浄土宗の寺院。

## 歴史
天文年間（1532年 - 1555年）、縁蓮社三誉村了によって開山された。東京都江戸川区の浄興寺の末寺である。
1792年（寛政3年）の高潮で過去帳などの記録を失っている。現在の本堂は1916年（大正5年）に再建されたものである。1973年（昭和48年）に浄土宗開宗800年記念事業として、客殿が建立されている。

## 交通アクセス
- 行徳駅より徒歩8分。